# Doelenhuis (Schoonhoven)

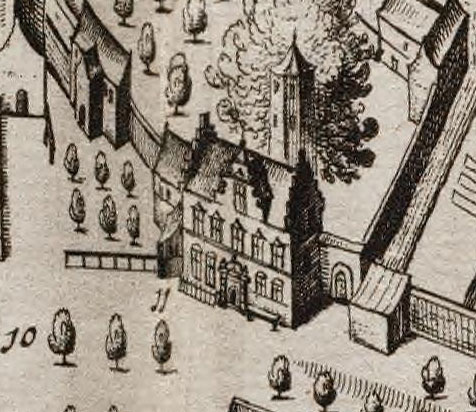
Het Doelenhuis op de kaart van Schoonhoven door Joan Blaeu uit 1649

Het Doelenhuis of St. Jorisdoelen is een 18e-eeuws rijksmonument in de stad Schoonhoven, in de Nederlandse provincie Zuid-Holland. 

## Geschiedenis
Al in 1359 werd melding gemaakt van schutters in Schoonhoven. De oorspronkelijke doelen (oefenterrein) van de schutterij lag op het Hofland buiten de stad. Het schuttersgilde zelf werd in 1394 voor het eerst genoemd. In de 15e eeuw werden de Sint Jorisdoelen in de stad zelf aangelegd. De eerste vermelding dateert uit 1492, maar vermoedelijk geschiedde de aanleg al in het begin van de 15e eeuw. De doelen lagen op het terrein dat ooit de zuiderboomgaard vormde van het kasteel. Er zijn geen afbeeldingen van het oude doelengebouw bewaard gebleven. In 1618 werd op dit terrein het nieuwe Doelenhuis gebouwd, zoals afgebeeld op de kaart van Blaeu uit 1649. Het gebouw deed niet alleen dienst voor de schutterij, maar ook als representatieve accommodatie voor het stadsbestuur en het hoogheemraadschap. Ook werd het gebouw benut als verkooplokaal en gevangenis. Vanaf het midden van de 18e eeuw werd een aantal gebouwen in de stad opgeknapt: de waag werd uitgebreid (1758), het stadhuis werd gemoderniseerd (1775-1776) en in 1779 begon men met de bouw van wederom een nieuw Doelenhuis.

## Het gebouw
Het nieuwe -nog bestaande- Doelenhuis werd gebouwd onder toezicht van stadsfabriek Willem Littel sr. en kwam in 1783 gereed. Het verrees tien meter achter de plaats van het oude 17e-eeuwse gebouw, waardoor ruimte werd geschapen voor een plein aan de voorzijde. Het rechthoekige gebouw pand uit drie lagen en is opgetrokken in de Lodewijk XVI-stijl. In het fronton boven de middenrisaliet is schutspatroon St. Joris afgebeeld. Rondom het middelste raam op de eerste verdieping werden ter versiering wapenschilden aangebracht. De wapenschilden zijn bewaard gebleven, maar de schilden zelf zijn waarschijnlijk in de Franse tijd verwijderd.
Eind 18e eeuw was er onenigheid over het stadhouderlijk stelsel. Toen prinses Wilhelmina, vrouw van stadhouder Willem V, in 1787 op haar weg van Nijmegen naar Den Haag werd aangehouden bij Goejanverwellesluis, kreeg ze van de Staten van Holland geen toestemming om verder te reizen. Ze ging met haar gezelschap naar Schoonhoven, waar ze haar intrek nam in het Doelenhuis. Ze schreef er diverse brieven, onder andere een open brief aan de raadpensionaris, over haar aanhouding. Omdat antwoord uitbleef, reisde ze na twee dagen terug naar Nijmegen.
Nadat de schutterij uit het gebouw vertrok, was het in gebruik als herberg, kostschool, kantongerecht en vanaf 1908 als Waarborgkantoor voor platina, goud en zilver. Het Doelenhuis werd in 1985 gerestaureerd en heeft sindsdien een woonfunctie. 

## Afbeeldingen

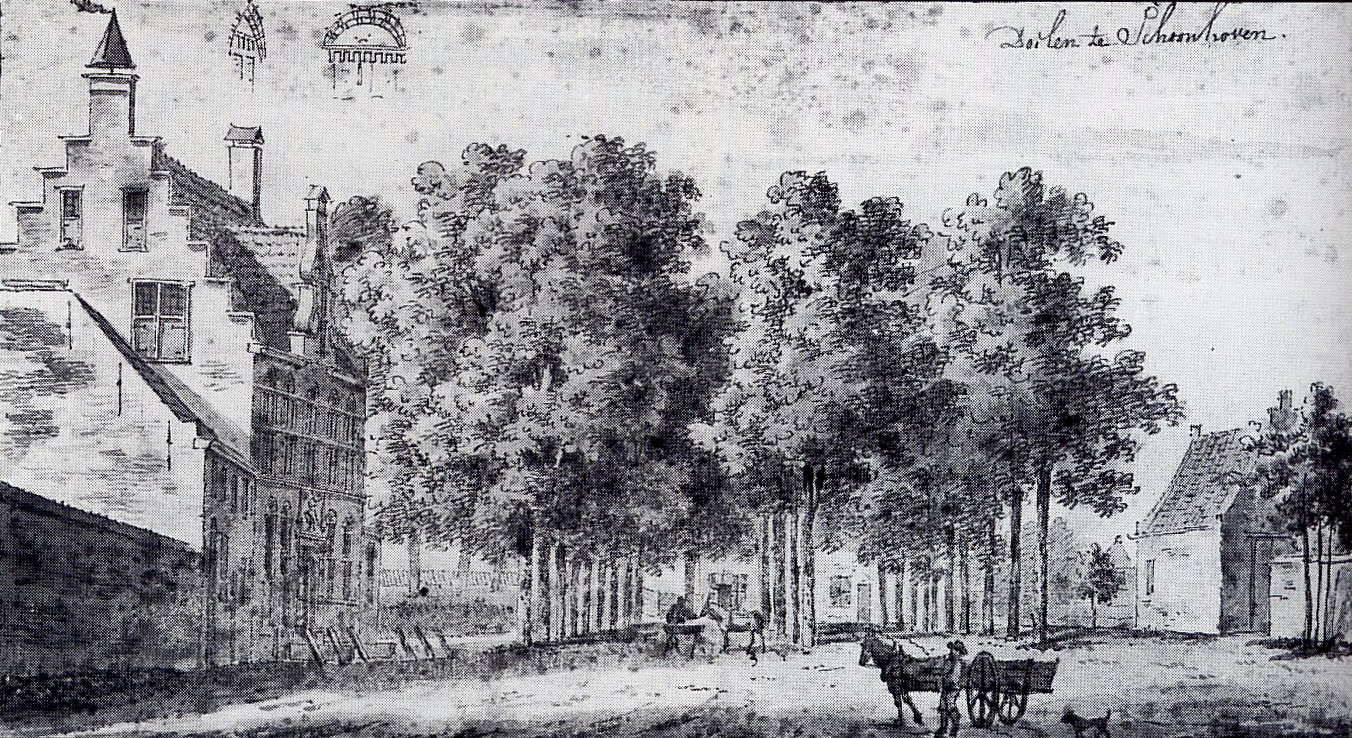
De Doelen rond 1735 op een tekening van Cornelis Pronk
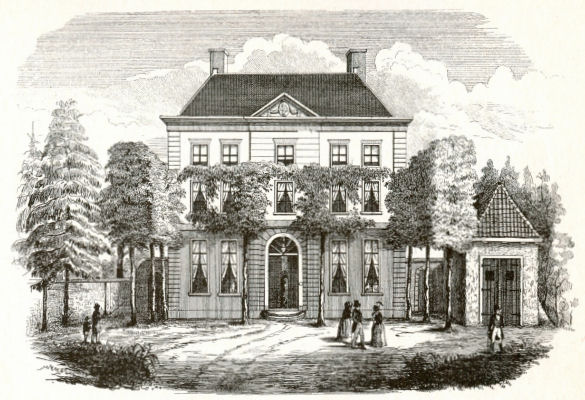
rond 1861
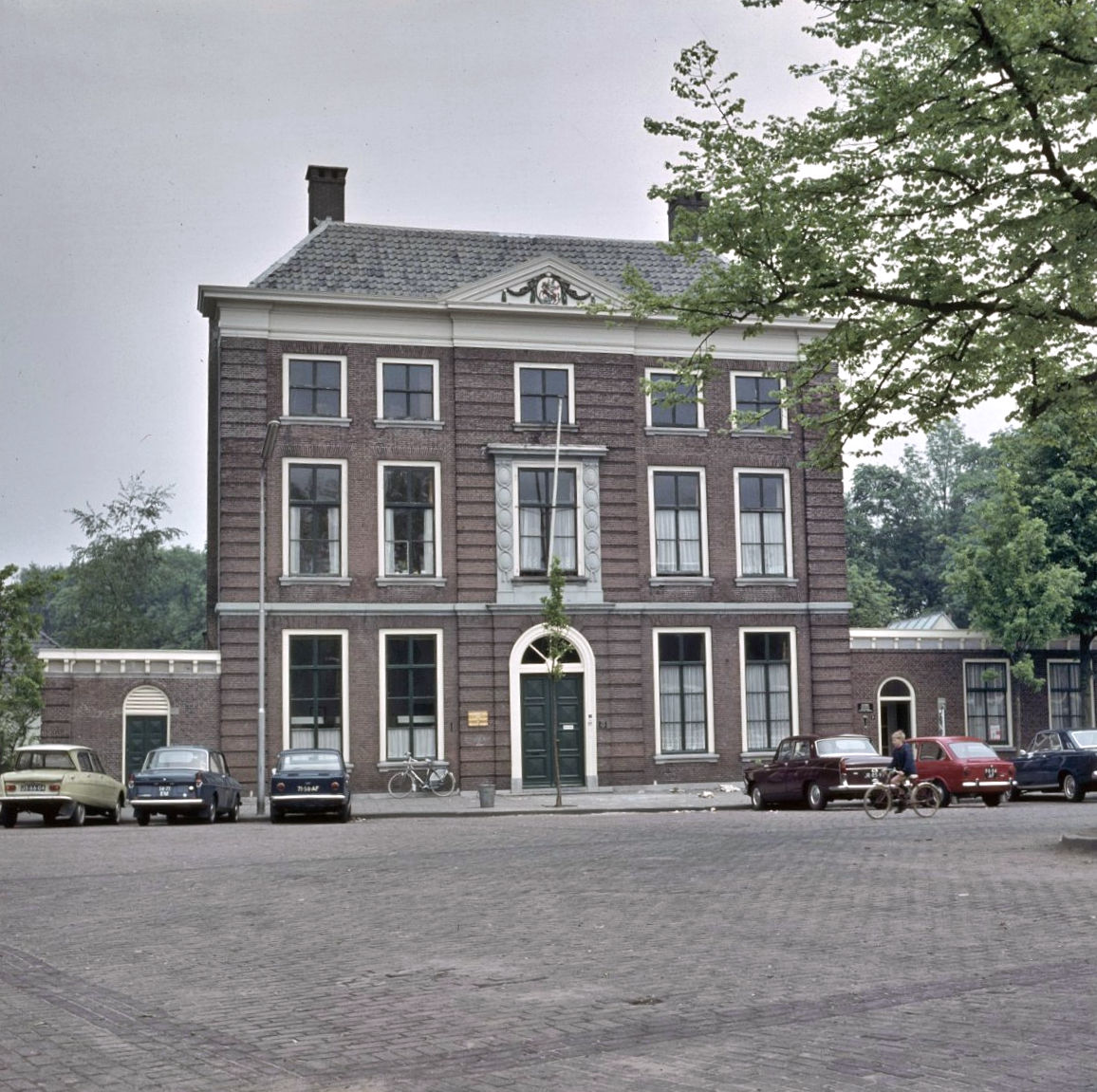
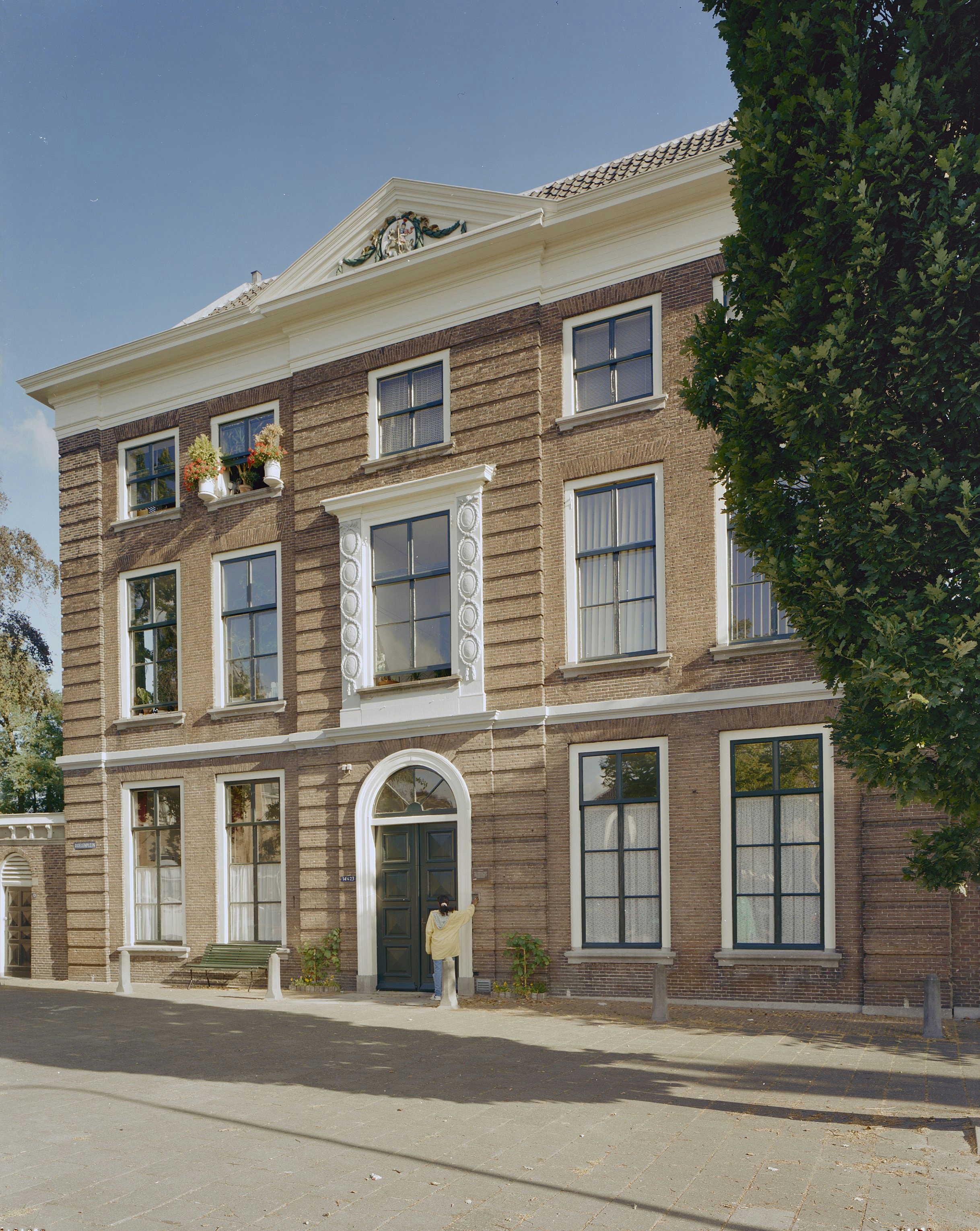
1995